# 德格內科羅
德格內科羅（法語：Dégnékoro），是馬里的城鎮，位於該國南部，由庫利科羅區的迪瓦拉省負責管轄，面積325平方公里，海拔高度317米，2009年人口9,464，人口密度每平方公里29.13人。